# (32720) Симойсей
(32720) Симойсей (лат. Simoeisios) — троянский астероид Юпитера, двигающийся в точке Лагранжа L5, в 60° позади планеты. Астероид был открыт 16 октября 1977 года голландскими астрономами К. Й. ван Хаутеном, И. ван Хаутен-Груневельд и Томом Герельсом в Паломарской обсерватории и назван в честь одного из защитников Трои.

Орбита астероида Симойсей и его положение в Солнечной системе